# La pícara molinera
La pícara molinera és una pel·lícula espanyola del 1955 dirigida per l'argentí León Klimovsky. Es tracta d'una adaptació lliure d' El sombrero de tres picos de Pedro Antonio de Alarcón amb música de Cristóbal Halftter, que el 1934 fou adaptat com La traviesa molinera, de Harry Abbadie D'Arrast. Va rebre una menció honorífica al Festival Internacional de Cinema de Sant Sebastià 1955 pel treball de fotografia d'Antonio L. Ballesteros.

## Argument
A Arcos de la Frontera, durant 1787, el capità, l'alcalde, l'escrivà i el capellà, estan esperant al Saló de Consells de l'ajuntament al corregidor, amb la missió de donar allotjament als tres Regiments de Sa Majestat que hi arribaran. Però el corregidor està enamorat d'una bella molinera i no pot pensar en una altra cosa que en aconseguir els seus favors.

## Repartiment
- Carmen Sevilla... Lucía Villanueva - la molinera
- Francisco Rabal... Cristóbal Paterna - el molinero
- Mischa Auer... Pascual - el corregidor
- Madeleine Lebeau 	... Jacqueline - la corregidora
- José Isbert 	... Campillo, el pregoner
- Antonio Riquelme... Capità
- Joaquín Roa... Mossèn Elías
- Raymond Cordy 	... Alcalde
- Manuel Requena 	... Escrivà